# Trigonopterus pompangeensis
Trigonopterus pompangeensis – gatunek chrząszcza z rodziny ryjkowcowatych i podrodziny krytoryjków.

## Taksonomia
Gatunek ten opisany został po raz pierwszy w 2021 roku przez Radena P. Narakusumo i Alexandra Riedela na łamach „ZooKeys”. Jako miejsce typowe wskazano górę Pompangeo w Matako kabupatenie Tojo Una-Una w indonezyjskiej prowincji Celebes Środkowy. Epitet gatunkowy pochodzi od lokalizacji typowej.

## Morfologia
Chrząszcz o ciele długości od 2,1 do 2,4 mm, wysklepionym, w zarysie prawie jajowatym ze słabym przewężeniem między przedpleczem a pokrywami, ubarwionym czarno z rdzawymi czułkami i  odnóżami. Ryjek samca zaopatrzony jest w listewkę środkową i parę nieco nieregularnych listewek przyśrodkowych. Epistom jest słabo widoczny. Powierzchnia przedplecza jest rzeźbiona poprzecznie jajowatymi punktami. Pokrywy mają rzędy z małymi punktami oraz drobno i skąpo punktowane międzyrzędy; na barkach w siódmym i ósmym rzędzie obecne są nieco pogrubione punkty. Na wszystkich udach obecny jest mały ząbek. Listewki przednio-brzuszne na udach środkowej i tylnej pary są karbowane. Tylna para odnóży ma na udach przedwierzchołkową łatkę strydulacyjną. Genitalia samca mają prącie o bokach prawie równoległych w nasadowej połowie i zbieżnych w połowie wierzchołkowej, a szczycie zaokrąglonym i opatrzonym kilkoma szczecinkami. Aparat przenoszący jest kolcowaty i wsparty parą M-kształtnych sklerytów, a przewód wytryskowy nie ma bulbusa.

## Ekologia i występowanie
Ryjkowiec ten zasiedla górskie lasy. Spotykany jest na rzędnych od 1800 do 2000 m n.p.m. Bytuje na listowiu roślinności oraz w ściółce.
Owad orientalny, endemiczny dla Celebesu, znany tylko z lokalizacji typowej w prowincji Celebes Środkowy.